# باربرا جاي ستول
باربرا جاى ستول (بالإنجليزية: Barbara J. Stoll)‏ طبيبة أطفال وأستاذة أمريكية. وهي أستاذ متميز في العلوم الطبية وأستاذ طب الأطفال والعميد السابق لمركز العلوم الصحية بجامعة تكساس في هيوستن.

## الحياة ا لمبكرة والتعليم
نشأت ستول في مدينة نيويورك. وتخرجت من مدرسة برونكس العليا للعلوم. أكملت بكالوريوس الآداب في كلية بارنارد. حصلت ستول على شهادة الماجستير من كلية الطب بجامعة ييل وتخرجت من مرتبة الشرف. أكملت تدريب الأطفال والإقامة في مستشفى الأطفال وزمالة في طب حديثي الولادة في كلية الطب بجامعة إيموري.

## المهنة
بعد الزمالة كانت ستول عالمة مشاركة في المركز الدولي لأبحاث أمراض الإسهال، بنجلادش. كانت عالمة زائرة في جامعة جوتنبرج حيث أجرت أبحاثًا حول الاستجابة المناعية الجهازية والمخاطية لعوامل الإسهال. في عام 1984، أصبح ستول أستاذًا مساعدًا في جامعة الخدمات النظامية التابعة لقسم الطب والعلوم الصحية. بحثت في آليات المناعة للوقاية من الأمراض المعدية. في عام 1986، بدأت في قسم طب الأطفال حديثي الولادة في الفترة المحيطة بالولادة في كلية الطب بجامعة إيموري. أخذت إجازة لمدة عام من منظمة الصحة العالمية حيث عملت على زيادة الوعي بمرض ووفيات الأطفال حديثي الولادة في البلدان النامية. في سنة 1997 تم ترقيتها إلى أستاذ كامل لطب الأطفال في إيموري. وفي عام 1999، عُينت نائبة لرئيس البحوث في قسم طب الأطفال. وفي عام 2004، أصبحت رئيسة القسم. وكانت المرأة الثانية التي ترأس قسم في إيموري، بعد لويلا كلاين، وأول امرأة ترأس قسم طب الأطفال في إيموري. اعتبارا من عام 2015، أصبحت أستاذ متميز في العلوم الطبية، وأستاذ طب الأطفال، وعميد سابق في مركز العلوم الصحية بجامعة تكساس في هيوستن. 

## الحياة الشخصية
قابلت ستول روجر جلاس عندما كانت في التاسعة عشرة من عمرها. تزوجا وهو تدرس في كلية الطب. لديها ثلاثة أطفال، نينا ومايكل وآندي جلاس.

## الجوائز والتكريمات
زميل الأكاديمية الأمريكية لطب الأطفال. في عام 1986، أُنتخبت عضوًا في جمعية أبحاث طب الأطفال. في عام 1998، أُنتخبت لعضوية الجمعية الأمريكية للأمراض المعدية والجمعية الأمريكية لطب الأطفال. في عام 2009، أُنتخبت في معهد الطب. شغلت منصب رئيس الجمعية الأمريكية لطب الأطفال. في عام 2016، حصلت على جائزة جون هاولاند.